# Odense Fjord
Odense Fjord er en cirka 13 kilometer lang fjord, på Nordfyn, der går fra den nordlige udkant af Odense mod nordøst. Via Odense Kanal, forbinder den Odense Havn med Kattegat ved det nordlige udløb mellem Enebærodde og halvøen Skoven, der er en vestvendt halvø, der udgår fra Hindsholm. I bunden af fjorden har Odense Å sit udløb; i den vestlige side har Lunde Å, og Horsebæk deres udløb. I den sydøstlige side har Vejrup Å og Geelså deres udløb. Der er to beboede øer, Vigelsø og Tornø, og ca. 25 små holme i fjorden. Cirka midt på den sydøstlige side ligger Lindøværftet, og byen Munkebo.
Den vestlige del af fjorden er i 2004 udpeget til Fuglebeskyttelsesområde og EU-habitatområde under Natura 2000projektet; Det beskyttede område består af 4136 ha hav og 912 ha land.
Fyns Amt fik i 2003 midler fra LIFE+, der er EUs støtteordning til initiativer på miljø- og naturområdet. Man fik støtte til et større naturprojekt for Odense Ådal og Odense Fjord, et projekt der nu videreføres af Skov- og Naturstyrelsen.